# Andrzej Secemski
Andrzej Secemski (ur. 16 maja 1970) – polski hokeista, trener.

## Kariera
- Polonia Bytom (1988-2001)
- SKH Sanok (2001/2002)
- Polonia Bytom (2002-2006)
  -  TKH Toruń (2003/2004)

Był zawodnikiem Polonii Bytom. Po wycofaniu się tego zespołu z rozgrywek PLH 2001/2002 reprezentował SKH Sanok w sezonie 2001/2002. Później ponownie był zawodnikiem Polonii.
W barwach reprezentacji Polski do lat 18 uczestniczył w turnieju mistrzostw Europy juniorów edycji w 1988 (Grupa A). W barwach reprezentacji Polski do lat 20 uczestniczył w turniejach mistrzostw świata juniorów do lat 20 edycji 1989 (Grupa B), 1990 (Grupa A).
Po zakończeniu kariery zawodniczej został trenerem w klubie Polonii Bytom. Był trenerem zespołu seniorów w sezonach I ligi 2011/2012 i 2012/2013, a w sezonie Polskiej Hokej Ligi 2013/2014 był asystentem Miroslava Ihnačáka. Szkolił zespół żeński Polonii, z którym dwukrotnie zdobył mistrzostwo Polski. W trakcie sezonu Polskiej Hokej Ligi 2017/2018 ponownie został wyznaczony na głównego szkoleniowca seniorów Polonii. Po sezonie odszedł ze sztabu trenerskiego Polonii. 4 września 2018 został ogłoszony głównym trenerem reprezentacji Polski kobiet do lat 18.

## Osiągnięcia
Zawodnicze reprezentacyjne
- Awans do grupy A mistrzostw świata do lat 20: 1989

Zawodnicze klubowe
- Złoty medal mistrzostw Polski juniorów: 1990 z Polonią Bytom
- Złoty medal mistrzostw Polski: 1989, 1990, 1991 z Polonią Bytom
- Puchar „Sportu” i PZHL: 1989 z Polonią Bytom
- Brązowy medal mistrzostw Polski: 1993, 2001 z Polonią Bytom

Szkoleniowe
- Złoty medal I ligi: 2013 z Polonią Bytom
- Złoty medal mistrzostw Polski kobiet: 2016, 2017 z Polonią Bytom